# Kalcerrytus merretti
Kalcerrytus merretti là một loài nhện trong họ Salticidae.
Loài này thuộc chi Kalcerrytus. Kalcerrytus merretti được María Elena Galiano miêu tả năm 2000.